# Elloree
Elloree est une ville du comté d'Orangeburg en Caroline du Sud, aux États-Unis.

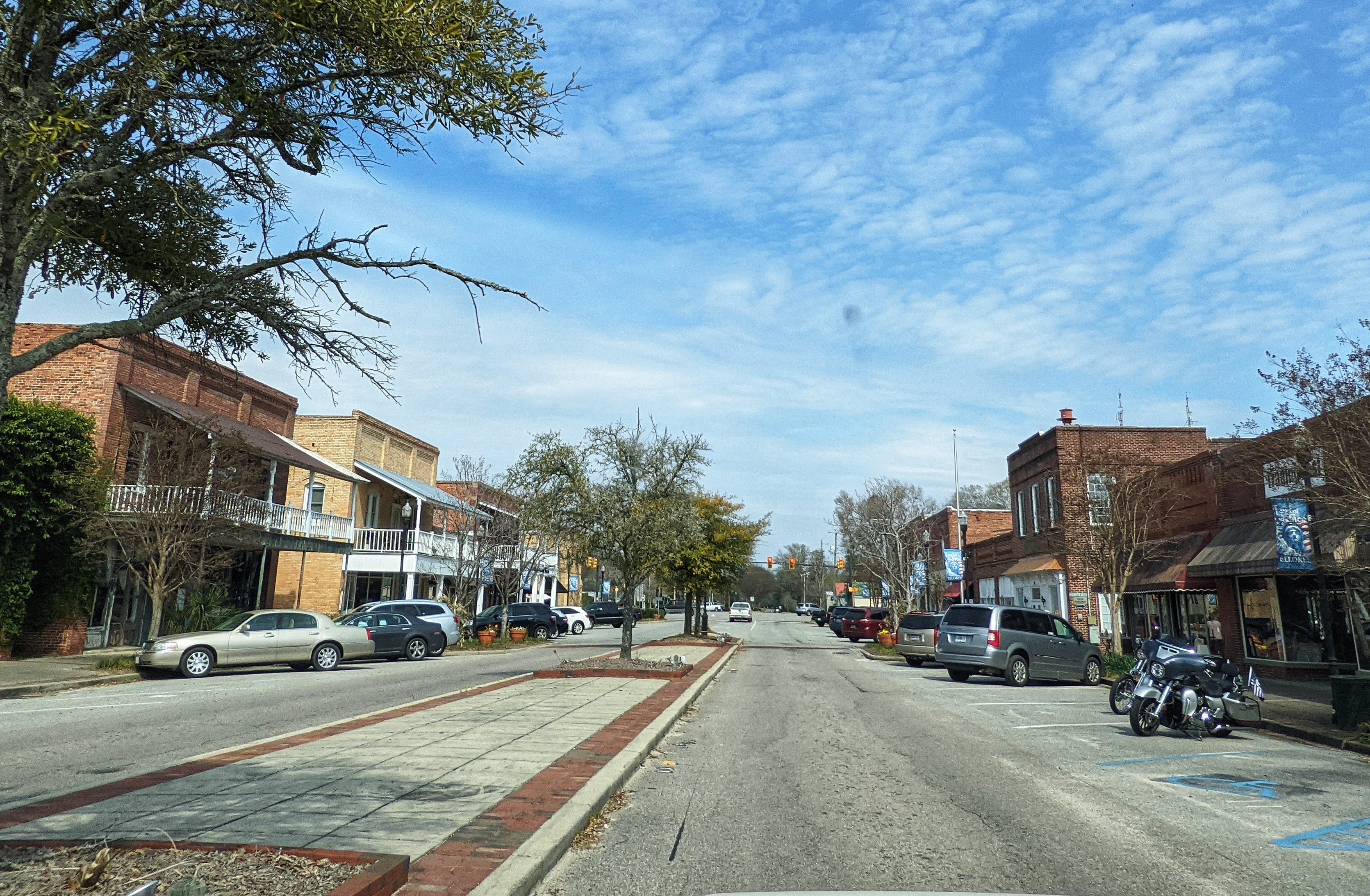
Elloree

## Démographie
| 1890 | 1900 | 1910 | 1920 | 1930  | 1940  |
| ---- | ---- | ---- | ---- | ----- | ----- |
| 311  | 413  | 540  | 925  | 1 098 | 1 123 |

| 1950  | 1960  | 1970 | 1980 | 1990 | 2000 |
| ----- | ----- | ---- | ---- | ---- | ---- |
| 1 127 | 1 031 | 940  | 909  | 939  | 742  |

| 2010 | - | - | - | - | - |
| ---- | - | - | - | - | - |
| 692  | - | - | - | - | - |